# Коли (Италия)
Коли (итал. Coli) —  коммуна в Италии, располагается в регионе Эмилия-Романья, в провинции Пьяченца.
Население составляет 1029 человек (2008 г.), плотность населения составляет 14 чел./км². Занимает площадь 72 км². Почтовый индекс — 29020. Телефонный код — 0523.
Покровителями коммуны почитаются святой Вит, празднование 15 июня, и блаженный Августин, празднование 28 августа.

## Демография
Динамика населения:

## Администрация коммуны
- Официальный сайт: https://web.archive.org/web/20081205085733/http://www.cmbobbio.pc.it/sezione.asp?idse=13